# Кауэтт, Реаль
Реаль Кауэтт (фр. Réal Caouette) — политик, глава партии социального кредита Канады в 1979—1980 годы, член Палаты общин Канады в 1979—1980 годы, основатель объединения социального кредита.

## Биография
Реаль Кауэтт родился 26 сентября 1917 года в Амосе (регион Абитиби) в провинции Квебек. В 1939 году Кауэтт стал приверженцем философии социального кредита. В 1946 году он победил на перевыборах в округе Понтиак и стал членом палаты общин Канады, представляя партию социального кредита. В 1949 году его дом отнесли к новому округу Вильнёв и он проиграл на выборах, представляя объединение выборщиков. Последующие выборы, в 1953, 1957 и 1958 годы он безуспешно пытался вернуться в парламент, а также в 1956 году участвовал в провинциальных выборах. После ряда поражений в 1958 году Кайе оставил объединение, чтобы присоединиться к партии социального кредита, в которой стал бессменным лидером квебекского крыла партии.
В 1961 году Кауэтт пытался стать главой партии социального кредита, но проиграл Роберту Томпсону из Альберты. В 1962 году Кауэтт вернулся в палату общин, представляя округ Вильнёв (переименованный в 1966 году в Темискаминг). Партия социального кредита получила 30 мест, из них 26 мест в Квебеке, после чего Томпсон назначил Кауэтт заместителем главы. Однако, Кауэтт считал, что он должен быть главой партии. После отказа Томпсона он ушёл из партии социального кредита организовав в 1963 году вместе с квебекским крылом независимое объединение социального кредита. Две партии участвовали в выборах независимо друг от друга в 1965 и 1968 годах.
В 1972 году партии объединились под руководством Реаля Кауэтта. В 1974 году Кауэтт попал в аварию и потерял на время голос. Незадолго перед выборами Кауэтт объявил об уходе с поста главы партии, при этом оставался главой до 1976 года.
16 сентября 1976 года Кауэтт был госпитализирован с сердечным ударом. В том же году он умер.
На протяжении всей политической карьеры Кауэтт объединял идеи социального консерватизма и квебекского национализма. Он слыл харизматичным оратором, несмотря на его противоречивые и несдержанные высказывания. В частности, после Второй мировой войны он заявил, что поддерживает экономические теории Бенито Муссолини. Кауэтт отстаивал идеи двух официальных языков в палате общин. В частности, он добился того, что меню в парламентском ресторане стали подавать на двух языках.